# 庄忠家
庄 忠家（しょう ただいえ、生年不詳 - 承久3年（1221年））は、平安時代末期から鎌倉時代前期にかけての武蔵国児玉党（現在の埼玉県本庄市栗崎出身）の武士。児玉党の本宗家4代目である庄太夫家弘の三男。通称を三郎。

## 武歴
庄三郎忠家は、寿永3年（1184年）の一ノ谷の戦いにて、庄太郎家長（児玉党本宗家5代目）や庄五郎弘方など他の兄弟と共に源氏方に仕えて奮戦し、武功を上げた児玉党の武士である。『吾妻鏡』には、庄太郎家長と共に源範頼の大手軍に従い、「庄司三郎忠家」の名で記されている（司は誤記）。文治5年（1189年）では、源頼朝の大手軍に従い、兄弘高などと共に奥州合戦にも参戦した。『吾妻鏡』には彼の最後が記載されている。承久3年（1221年）に起きた承久の乱で、弟の庄五郎弘方や兄弘高の子息である庄四郎弘季と共に鎌倉幕府軍（北条泰時）に属して活躍するも、山城国の宇治橋の合戦では討死にしたとある。従って没年月日は、6月13日（あるいは14日）と考えられる。

### 弟高家に対する兄弟愛の伝承
庄三郎忠家は兵衛佐頼朝に仕えたが、弟の庄四郎高家は左馬頭木曾義仲に仕えた。元暦元年（1184年）正月、義仲が粟津で敗死すると（粟津の戦い）、忠家は弟の高家が敵方にいるのを悲しみ、何度か投降するように誘うも、高家は孤忠をひたすら守り、兄に従わなかった。忠家はただちに高家がいる敵先陣をうかがい、格闘の末、捕らえ、虜にした。源義経は忠家と高家の兄弟の深い友愛節義を感じて高家の処刑を免じたとされる（その後、高家は義経の家人となった）。

#### 考察
仲間が逃げ惑う中、弟高家の変わらぬ忠義心と性格がうかがえる（同時に兄忠家の勇ましさも強調されている）。また、互いの主君も従兄同士の合戦であるから、なお感慨深い話となっており、義経が高家の命を救ったのもその心情がうかがえる。自分で捕らえた弟の高家の命を救ってもらった事が、忠家にとっては恩賞に値している。
この伝承が正しければ、互いの手の内を知っている兄弟同士の格闘であり、いきなり勝負を仕掛けたとは言え、忠家の実力をうかがい知る事ができる。

### 重衡生け捕り もう一つの伝承
忠家は範頼軍に従い、一ノ谷城を攻め、生田森に向かうと、平家の大将三位中将重衡は戦に敗れて、西へ敗走した。忠家はこれを追い、明石浦において生け捕る。源頼朝は、この功を特に賞して、陸奥の所領を与えた（『武蔵国児玉郡誌』より）。
『平家物語』では、弟の高家が重衡を捕えたと記述されており、『吾妻鑑』には、兄家長が重衡を捕えたと記載されている。研究者の間では備中国草壁庄の地頭職を与えられた家長が平重衡を捕えたと見ている（与えられた所領の面から）。
文献記録（系図）上、確かに庄氏一族の中に、陸奥国河沼郡へ移住した記述が見られ、忠家の血筋の者が東北へ移住したものと見られる（陸奥の所領を与えられたとする伝承はあながち疑えない）。

#### 考察
忠家が重衡を捕えたとして、その恩賞を党首たる兄家長に譲り、自分は陸奥の所領に甘んじたと考える事も可能だが、捕まった本人や周囲にいた者達が、忠家と家長の違いを分からなかったとは考えにくい（鎧の色などの違いから分かる）。敵の副将軍を捕えたほどの武功者を見間違えるとも考えにくい（それなのに捕らえた者の伝承に差異がある）。高家とは、「タダイエ（忠家）」「タカイエ（高家）」と、名前の音も字も似ているが、家長とは似ていない。党首たる家長が児玉を去り、自分の子息に児玉党を任せたと考えられているが、備中へ党首自らが行く必要があったのかと言う疑問もある。
弟高家の恥を隠す為に、『平家物語』では重衡を生け捕ったとし、『児玉党家系図』には高家が平経正を討ち取ったと記して、活躍した事にした可能性もある（後世になって正しい伝承が記されたとも考えられる）が、断定する事はできない。

## 児玉党系金沢氏について
忠家の子孫からは金沢氏が派生する事となる。金沢氏は秩父郡金沢村（秩父北部）発祥の氏族である（遵って、子孫は南下した）。七党系図では、忠家は、庄三郎河内とあり、子孫は児玉郡河内村から南下したものと見られる。『武蔵七党系図』など児玉党の一族に関する系図は複数存在しているが、それらは14世紀中頃以降に成立したものであり、そのまま信用できるものではなく、慎重に研究が進められてきた。しかし、現在では系図研究も進んできた為、家弘の長男が家長であり、弘高が四方田氏の祖となり、高家が蛭川氏の祖となり、弘方が阿佐美氏の祖となったと、だいたいは説が一定に収まりつつある。

## 備考
- 『吾妻鏡』の庄司を誤記ではなく、「荘園を司る者」と捉えた場合、父家弘より河内を託されたと考える事もできる（庄氏の時代、児玉党は河内庄から児玉庄へと移っている）。他の兄弟達が、栗崎、四方田、蛭川、浅見と、比較的近隣の領地に住んだのに対し、忠家だけは児玉郡南部の河内に住んだと考えると謎が残る。
- 庄太郎家長との伝承において混同が多く、『源平盛衰記』に記述されている庄三郎家長と言った通称の誤記も、三郎忠家の伝承から来るものと考えられる。また、複数ある系図の一部では、「家長が陸奥の所領を得た」とも記述されており、忠家と家長の伝承が、後世において混同してしまった事が分かる。源平合戦時、庄氏一族が何らかの功績によって陸奥の所領を得た事実から考えると、忠家の血筋の者が東北へ移住したものと考えられる。これは、備中国に家長が城を築いたと言う在地伝承があるのに対して、東北には家長が砦を築いたとする伝承の類が存在しない為である。